# Witchboard III: The Possession
Witchboard III: The Possession (Witchboard en vidéo France) est un film américain réalisé par Peter Svatek, sorti en 1995. Il s'agit de la suite de Witchboard et Witchboard 2: la planche aux maléfices.

## Distribution
- David Nerman : Brian
- Elizabeth Lambert : Julie
- Cedric Smith : Francis
- Donna Sarrasin : Lisa
- Danette Mackay : Dora
- Addison Bell : Finch
- Richard Zeman : Ronald